# Hellboy (film, 2019)
A Hellboy 2019-ben bemutatott amerikai dark fantasy- szuperhősfilm, melyet Neil Marshall rendezett, a főszerepet pedig David Harbour, Milla Jovovich, Ian McShane, Sasha Lane, Daniel Dae Kim és Thomas Haden Church játsszák. Ez a film a Hellboy-filmsorozat reboot-ja, valamint a harmadik élő akciófilm a franchise-ban. A filmet a Darkness Call, a The Wild Hunt és a The Storm and the Fury című képregénykönyvek ihlették.
Az Amerikai Egyesült Államokban 2019. április 12-én mutatták be IMAX-ben, míg Magyarországon szinkronizálva egy nappal korábban, április 11-én a Freeman Film forgalmazásában.
A projekt a Hellboy II. – Az aranyhadsereg folytatásaként kezdődött, de végül Mignola és Cosby átírta a forgatókönyvet. Guillermo del Toronak nem ajánlották fel a teljeskörű író-rendezői lehetőséget, ahogy az első két filmben, ugyanakkor Ron Perlman, aki Hellboy-t alakította, nem volt hajlandó visszatérni del Toro részvétele nélkül. Végül a projekthez egy R-besorolású reboot-ot választottak, miután Marshall-t megválasztották rendezőnek, Harbour-t pedig Hellboy karakterének.
Általánosságban negatív értékeléseket kapott a kritikusoktól, sokan kedvezőtlenül hasonlították össze az előző két Hellboy résszel. Továbbá kritizálták a rosszul kivitelezett történetet, ahol sok CGI-t észleltek, bár néhányan dicsérték Harbour alakítását. A Metacritic oldalán a film értékelése 35% a 100%-ból, ami 22 véleményen alapul. A Rotten Tomatoeson a Hellboy 13%-os minősítést kapott, 52 értékelés alapján. A film forgatása 2017 szeptemberében kezdődött az Egyesült Királyságban és Bulgáriában, majd 2017 decemberében fejeztődött be.

## Cselekmény
|  | Alább a cselekmény részletei következnek! |

Közeleg az apokalipszis… Hellboy (David Harbour), a démoni jófiú hamarosan kemény fába vágja termetes jobb karját. A pokoli teremtménynek bár nagy tapasztalata van az alvilági lények kiiktatásában, - hisz évek óta a természetfeletti szörnyek ellen harcol Bruttenholm professzor (Ian McShane) irányítása alatt -, arra ő maga sem számít, hogy egy olyan brutális erővel kell megküzdenie, ami számára is érdekes fordulatot hozhat. 
Az ősi varázslónő, Nimue (Milla Jovovich) bosszút forral az emberiség ellen, s miközben egyesíti a boszorkányokból, alvilági szörnyekből álló vérszomjas seregét, arra is marad ideje, hogy azon ügyködjön, miként is hozhatja elő a jófej pokolfajzat legsötétebb oldalát. Vajon Hellboy beteljesíti a végzetét, és Anung Un Ramaként, a démoni fenevad képében ő maga igázza le a Földet? Vagy képes lesz szembenézni a sorsával, és belevaló szuperhősként megmenti a világot? 
|  | Itt a vége a cselekmény részletezésének! |

## Szereplők
| Szerep                  | Színész             | Magyar hang       | Leírás |
| ----------------------- | ------------------- | ----------------- | --- |
| Hellboy / Anung Un Rama | David Harbour       | Varga Rókus       | Rendkívülien erőteljes Cambion, aki a Paranormális Kutatási és Védelmi Hivatal (B.P.R.D.) kormányzati szervezetében dolgozik. |
| Nimue, a vérkirálynő    | Milla Jovovich      | Ruttkay Laura     | Erős és ősi középkori brit varázsló, aki el akarja pusztítani az emberiséget.                                                 |
| Trevor Bruttenholm      | Ian McShane         | Mihályi Győző     | Hellboy örökbefogadó apja és a B.P.R.D. alapítója.                                                                            |
| Ben Daimio              | Daniel Dae Kim      | Dányi Krisztián   | A B.P.R.D. masszív japán-amerikai katonai tagja, aki dühös jaguárrá tud alakulni.                                             |
| Alice Monaghan          | Sasha Lane          | Lamboni Anna      | Ír származású nő, aki megtartotta néhány mágikus képességét, miután a tündérek elrabolták csecsemőkorában.                    |
| Lobster Johnson         | Thomas Haden Church | Mikula Sándor     | Jótevő, aki arról híres, hogy gyilkos bandatagokat ölt meg.                                                                   |
| Ganeida                 | Penelope Mitchell   | Sipos Eszter Anna | Idős boszorkány, aki úgy döntött, meg kell állítani Nimue haragját.                                                           |
| Lady Hatton             | Sophie Okonedo      | Makay Andrea      | Az Osiris Club nevű ősi angol klubban a természetfölötti rejtélyek felfedezésére szentelt, rezidens látnok.                   |
| Merlin                  | Brian Gleeson       | Sarádi Zsolt      | Ősi és erőteljes varázsló, Artúr király alakja alapján.                                                                       |